# Kent Graham
Kent Douglas Graham (1 de noviembre de 1968) es un jugador retirado de fútbol americano que jugó en la posición de mariscal de campo.  Graham jugó en la Universidad de Notre Dame antes de transferirse a la Universidad Estatal de Ohio.  Después de su carrera de fútbol universitaria, Graham tuvo una carrera larga en la Liga de Fútbol americano Nacional (NFL) durante la cual jugó para los Gigantes de Nueva York en dos períodos separados, así como titular para los Cardenales de Arizona y los Acereros de Pittsburgh.  Acabó su carrera en 2002 con los Jaguares de Jacksonville.

## Primeros años
Graham asistió al colegio Wheaton North en Wheaton, Illinois, donde le fue otorgado el premio al mejor mariscal de campo del año a nivel nacional, otorgado por el National Quarterback Club en 1986. Fue reclutado por Notre Dame donde ganó su primera titularidad con los irlandeses peleadores siendo aún de primer año en contra de la Universidad de Boston en 1987.  Aun así, la ofensiva de opción de carrera implementada por el entrenador Lou Holtz era incompatible para un pasador con sus características y, después de su segundo año, se transfirió a la Estatal de Ohio, donde fuera el titular en la campaña de 1991 en que los Buckeyes (apodo dado al estado entero por una especie de bellota) acabó con marca de 8-4.

## Carrera profesional
Graham empezó su carrera en la NFL con los Gigantes en 1992, equipo que le eligió en la octava ronda de aquel año. Debido a lesiones de los primeros dos mariscales, Phil Simms y Jeff Hostetler, Graham se vio como titular y empezó tres juegos antes de que también saliese lesionado. Se quedó con el equipo por dos años más, sólo consiguiendo un inicio antes de transferirse para jugar con los Leones de Detroit en 1995.  Después de que no viese acción,  firmó con los Cardenales de Arizona en 1996, donde finalmente devino como el mariscal de campo titular.  En dos períodos diferentes como mariscal para los Cardenales, Graham lanzó para un combinado de 3,032 yardas, 16 touchdowns, y 12 interceptaciones.
Graham regresó a los Gigantes en 1998 para servir como respaldo a Danny Kanell, quien había dirigido al equipo al título de la NFCel año anterior. Fue titular en la semana 12 después de que Kanell hubo sólo ganado tres juegos. Graham comandó a los Gigantes a dos triunfos en sus primeros tres inicios, para después derrotar a los entonces invictos (13-0 al momento) y eventuales campeones del Super Bowl, los Broncos de Denver en la Semana 15 al lanzar un tardío pase de anotación a Amani Toomer. Graham acabó la temporada 5-1 como titular del equipo y ganó sus últimos cuatro juegos.
Graham empezó la temporada de 1999 como titular por encima de Kerry Collins quien fuera adquirido fuera de la temporada. Tuvo un registro ganador en los nueve primeros juegos, acabando 5-4 como titular pero con muchos problema la mayoría del año y, después de dos derrotas consecutivas, fue sustituido, durante la semana 11 durante el juego contra los Pieles Rojas de Washington, por Collins y nunca realizó otra jugada como Gigante. El equipo le liberó para la siguiente temporada.
En febrero de 2000, Graham fue firmado por los Acereros de Pittsburgh por $5.1 millones y tres años para reemplazar a Mike Tomczak, quien había sido liberado fuera de temporada, como respaldo para Kordell Stewart. En su inicio, Stewart, quien tuvo que soportar cambios drásticos en los miembros de equipo ofensivos (incluyendo Tomczak, quien había servido como su mentor), tuvo una temporada mediocre en 1999 y un campamento de formación competitivo. El entrenador de los Acereros, Bill Cowher (quién, según rumores de medios de comunicación, fue casi despedido por la organización por dar a Stewart demasiadas oportunidades asignó a Graham la titularidad para el inicio de la temporada de 2000.  A pesar de esfuerzos sólidos, Graham actuó menos que impresionante, empezando la temporada con un 0-3 debido a debilidades defensivas del equipo.  En el tercer juego de la temporada contra los Titanes de Tennessee, Graham tiró para 254 yardas en uno de los mejores juegos ofensivos para los Steelers en más de dos temporadas antes de lesionarse de su cadera más tarde en el juego y siendo reemplazado por Stewart, quien dirigió al equipo a dos victorias consecutivas mientras Graham se recuperaba.  Esto desató una controversia entre seguidores y medios de comunicación, cuando muchos de los seguidores apoyaban a Graham al frente a pesar de los éxitos recientes de Stewart con el equipo (habiendo dirigido al equipo a la postemporada dos veces en su primeros dos años como titular). Aun así, Graham batalló en su regreso al equipo y, finalmente perdió cualquier oportunidad de jugar que haya ganado. Después de rotar con Stewart, este regresó a la posición de titular y Graham fue cortado al final del año.
En 2001 fue firmado por los Pieles Rojas. Después de que el titular Jeff George fuese cortado. Graham fue el segundo mariscal de campo por gran parte de la temporada. En 2002, Graham fue elegido por el equipo de expansión, los Texanos de Houston, para ser su tercer mariscal de campo. Él nunca jugó otra vez.

## Vida personal
Su hijo, Taylor Graham, asistió al campamento de novatos de los Gigantes de Nueva York en 2015.